# Mudança de humor

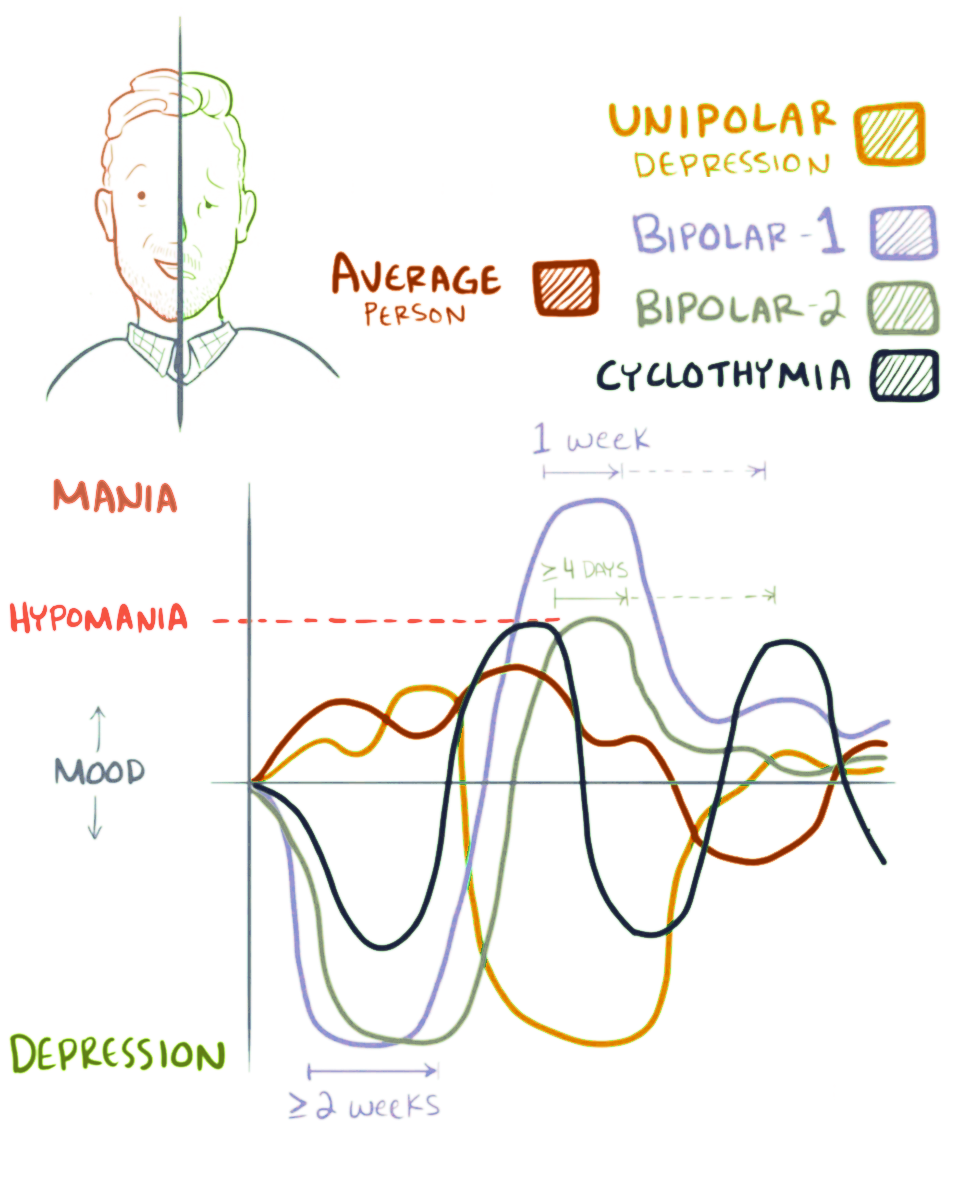
Comparação gráfica de mudanças de humor com o transtorno bipolar e a ciclotimia

Uma mudança de humor é uma extrema ou rápida mudança de humor. Essas mudanças de humor podem desempenhar um papel positivo na promoção da resolução de problemas e na produção de um planejamento futuro flexível. No entanto, quando as oscilações de humor são tão fortes que são perturbadoras, podem constituir o principal de um transtorno bipolar .

## Visão geral

### Velocidade e extensão
Mudanças de humor podem acontecer em qualquer momento e lugar, variando desde oscilações leves até as graves típicas do transtorno bipolar, de modo que um continuum possa ser traçado desde as lutas normais em torno da autoestima, passando pela ciclotimia, até uma doença depressiva. No entanto, as mudanças de humor da maioria das pessoas permanecem na faixa de altos e baixos emocionais de leve a moderado.
A duração das mudanças de humor também varia. Eles podem durar algumas horas - ultrarápidos - ou se estenderem por dias - ultradianos: os médicos afirmam que apenas quando ocorrem quatro dias contínuos de hipomania, ou sete dias de mania, o diagnóstico de transtorno bipolar é justificado.
Nesses casos, as alterações de humor podem se estender por vários dias, até semanas: esses episódios podem consistir numa rápida alternância entre sentimentos de depressão e euforia.

## Causas
Mudanças no nível de energia, padrões de sono, auto-estima, concentração, uso de drogas ou álcool de uma pessoa podem ser sinais de um possível transtorno de humor.
Muitas coisas diferentes podem desencadear mudanças de humor, desde uma dieta ou estilo de vida pouco saudável até ao abuso de drogas ou desequilíbrio hormonal.
Outras causas de alterações de humor (para além do transtorno bipolar e da depressão maior) incluem doenças/transtornos que interferem no funcionamento do sistema nervoso. O transtorno de déficit de atenção e hiperatividade (TDAH), a epilepsia e o autismo são três exemplos.
A hiperatividade às vezes acompanhada de desatenção, impulsividade e esquecimento são sintomas cardinais associados ao TDAH. Assim, o TDAH é conhecido por causar mudanças de humor geralmente curtas (embora às vezes dramáticas). As dificuldades de comunicação associadas ao autismo e as alterações associadas na neuroquímica também são conhecidas por causar ataques autistas (alterações de humor autista). As convulsões associadas à epilepsia envolvem mudanças no disparo elétrico do cérebro e, portanto, também podem causar mudanças de humor impressionantes e dramáticas. Se a mudança de humor não estiver associada a um transtorno de humor, os tratamentos serão mais difíceis de definir. Mais commumente, no entanto, alterações de humor são o resultado de lidar com situações stressantes e/ou inesperadas na vida diária.
Doenças degenerativas do sistema nervoso central humano, como a doença de Parkinson, a doença de Alzheimer, a esclerose múltipla e a doença de Huntington, também podem produzir alterações do humor. A doença celíaca também pode afetar o sistema nervoso e podem, assim, surgir oscilações emocionais.
Não fazer as refeições nas horas corretas ou ingerir demasiado açúcar podem causar flutuações no nível de açúcar presente no sangue, que pode, consequentemente, causar mudanças de humor.

### Química cerebral
Um nível anormal de um ou vários neurotransmissores (NTs) no cérebro, pode resultar em alterações ou transtornos de humor. A serotonina é um desses neurotransmissores que está envolvido com o sono, o humor e os estados emocionais. Um ligeiro desequilíbrio deste NT pode resultar em depressão. A norepinefrina é um neurotransmissor envolvido com a aprendizagem, a memória e a excitação física. Como a serotonina, um desequilíbrio de norepinefrina também pode resultar em depressão.

### Lista de condições conhecidas por causarem mudanças de humor
- Abuso de esteróides anabolizantes
- Transtorno de déficit de atenção e hiperatividade
- Autismo ou outros transtornos globais do desenvolvimento
- Transtorno bipolar ou ciclotimia
- Transtorno de personalidade limítrofe
- Demência, incluindo doença de Alzheimer, doença de Parkinson e doença de Huntington
- Epilepsia
- Hipotireoidismo ou hipertireoidismo
- Transtorno explosivo intermitente
- Depressão maior
- Transtorno de stress pós-traumático
- Gravidez
- Síndrome pré-menstrual
- Transtorno esquizoafetivo
- Esquizofrenia
- Transtorno afetivo sazonal
- Síndrome XXYY

## Tratamento
A terapia cognitivo-comportamental recomenda o uso de amortecedores emocionais para quebrar as tendências de auto-reforço das oscilações de humor maníacas ou depressivas. Exercícios, guloseimas, procurar pequenos (e facilmente alcançáveis) triunfos e usar outras distrações, como ler ou assistir TV, estão entre as técnicas usadas regularmente por pessoas para saírem de oscilações depressivas.
Aprender a reduzir as emoções nos estados de  grandiosidade ou vergonha faz parte de uma ação pro-ativa para gerir as próprias emoções e senso de auto-estima flutuante.